# Marcin Zając
Marcin Zając (* 19. Mai 1975 in Łódź) ist ein ehemaliger polnischer Fußballspieler.

## Vereinskarriere
Der Mittelfeldspieler begann seine Karriere bei Start Łódź und wechselte 1996 zu Widzew Łódź. Bei Widzew Łódź bestritt er 124 Spiele in der Ekstraklasa, in denen er 17-mal traf. 1997 wurde er mit Widzew polnischer Meister und spielte mit dem Verein 1996/1997 in der Champions League. 2002 wechselte er zu Groclin Grodzisk, wo er regelmäßig eingesetzt wurde. Mit dem Provinklub wurde er 2005 polnischer Pokalsieger. Danach wechselte er 2006 zu Lech Posen. Hier spielte er zwei erfolgreiche Saisons, bevor er 2007/2008 von Trainer Franciszek Smuda auf die Ersatzbank gesetzt wurde. Aus diesem Grund wechselte er 2008 den Arbeitgeber und spielte für Ruch Chorzów. 2012 und 2015/16 folgten noch zwei Stationen bei den Amateurvereinen Sorento Zadębie Skierniewice und Widok Skierniewice, ehe er seine Karriere beendete.

## Nationalmannschaft
Marcin Zając debütierte am 24. September 1997 bei einem Freundschaftsspiel gegen Litauen (2:0) in Olsztyn in der polnischen Nationalmannschaft. Von 1997 bis 2005 absolvierte er elf Spiele für Polen. Allerdings nahm er nie an einer WM oder EM teil.

## Erfolge
- Polnischer Meister (1997)
- Polnischer Pokalsieger (2005)

| Personendaten    | Personendaten             |
| ---------------- | ------------------------- |
| NAME             | Zając, Marcin             |
| KURZBESCHREIBUNG | polnischer Fußballspieler |
| GEBURTSDATUM     | 19. Mai 1975              |
| GEBURTSORT       | Łódź, Polen               |